# Tiefa
Tiefa (铁法镇, Tiěfǎ Zhèn) est une ville de niveau cantonal située dans la province du Liaoning, au nord-est de la Chine. Elle est administrativement rattachée à la ville-district de Diaobingshan, elle-même placée sous la juridiction de la ville-préfecture de Tieling. Tiefa est située à environ 30 kilomètres au nord-ouest de Tieling et à 72 kilomètres au nord de Shenyang, la capitale provinciale.

## Histoire
Jusqu'en 2002, la ville de Diaobingshan portait le nom de Tiefa. Cette dénomination a été modifiée lors d'une réorganisation administrative visant à refléter les changements économiques et sociaux de la région.

## Économie
Tiefa est un centre majeur de production de charbon en Chine. La région abrite plusieurs mines importantes, notamment la mine de Daxing, exploitée par la Tiefa Coal Industry (Group) Corporation Limited.
La région est également connue pour ses efforts en matière de récupération du méthane des mines de charbon (CMM), contribuant ainsi à la réduction des émissions de gaz à effet de serre et à l'amélioration de la sécurité minière.

## Environnement
Des études ont révélé la présence de concentrations élevées d'hydrocarbures aromatiques polycycliques (HAP) dans les sols de la région minière de Tiefa, en raison des activités d'extraction du charbon. Ces polluants présentent des risques pour la santé humaine et l'environnement, soulignant la nécessité de mesures de remédiation et de surveillance environnementale.

## Transport
Tiefa est desservie par le chemin de fer du charbon de Tiefa, l'une des rares lignes ferroviaires à vapeur encore en activité en Chine. Bien que la majorité du trafic soit désormais assuré par des locomotives diesel, quelques locomotives à vapeur sont encore utilisées, attirant les passionnés de chemin de fer du monde entier.